# الكسندر مارشال
الكسندر مارشال (31 أكتوبر 1820 - 28 سبتمبر 1871) (بالإنجليزية: Alexander Marshall)‏ هو لاعب كريكت بريطاني.